# Транссибирская автомагистраль

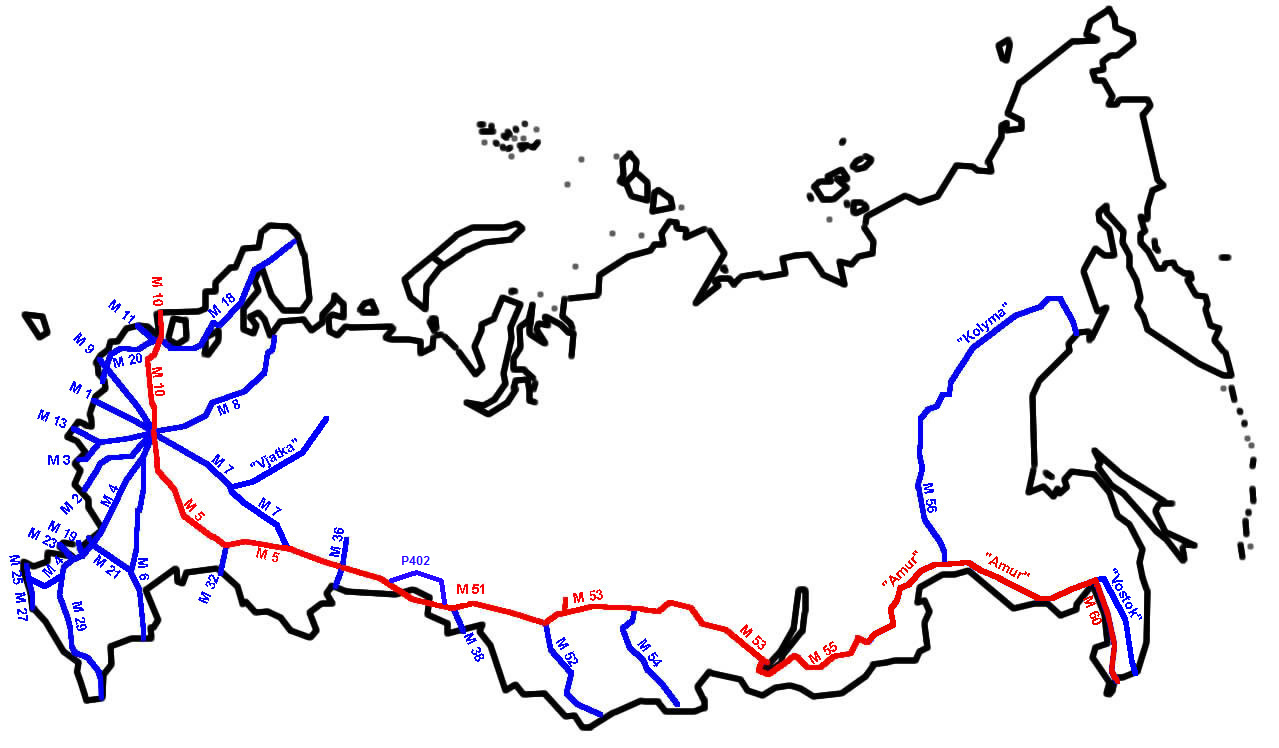
Транссибирская автомагистраль выделена красным цветом

Транссибирская автомагистраль — условное название автодороги, которая соединяет Санкт-Петербург с Владивостоком, проходя через Москву, Челябинск, Новосибирск, Иркутск, Читу, Хабаровск. В нее входят 7 федеральных шоссе. Ее длина превышает 11 тыс. км. 

## Состав
- М-10 «Россия»
- М-5 «Урал»
- Р-254 «Иртыш»
- Р-255 «Сибирь»
- Р-258 «Байкал»
- Р-297 «Амур»
- А-370 «Уссури»

Самым коротким и при этом самым загруженным является участок Санкт-Петербург — Москва (федеральная автодорога «Россия», 664 км). Самым длинным — участок Чита — Хабаровск (федеральная автодорога «Амур», 2165 км). Строительство автодороги «Амур» было официально завершено в 2010 году, однако некоторые участки требуют капитального ремонта.